# Adolfo Moyano
Adolfo Moyano Burgos, más conocido como Popo (nacido el 21 de enero de 1988) es un futbolista español. Popo juega actualmente como media punta en el UD Torre del Mar.
Llegó a debutar con el primer equipo del Málaga CF, pero ante la escasez de minutos fue cedido al Atlético de Madrid B para así poder adquirir más experiencia.
Su debut fue imprevisto, debutó ante el Almería un 6 de enero de 2007 marcando uno de los goles más bellos jamás vistos en La Rosaleda.

## Clubes
| Club                             | País              | Año             |
| -------------------------------- | ----------------- | --------------- |
| Málaga CF                        | Bandera de España | 2006-2007       |
| Club Atlético de Madrid (Cedido) | Bandera de España | 2007-2008       |
| Antequera CF (Cedido)            | Bandera de España | 2008-2009       |
| Málaga CF                        | Bandera de España | 2009            |
| UD Logroñés                      | Bandera de España | 2009-2011       |
| Club Deportivo Roquetas          | Bandera de España | 2011-2012       |
| Vélez Club de Fútbol             | Bandera de España | 2012-2018       |
| UD Torre del Mar                 | Bandera de España | 2018-actualidad |